# Rifugio Lorenzo Bozano
Il rifugio alpino Lorenzo Bozano si trova in valle Gesso sulle Alpi Marittime a 2453 m s.l.m.; appartiene amministrativamente al comune piemontese di Valdieri Si trova all'interno del Parco naturale delle Alpi Marittime.

## Storia
Il rifugio fu inaugurato il 14 agosto 1921. Negli anni successivi fu più volte ampliato e divenne un punto di riferimento classico per le ascensioni al Corno Stella.
Nel 2001 il vecchio rifugio storico è stato sostituito da una struttura completamente nuova; parte delle espansioni preesistenti sono state inglobate nella nuova struttura, ispirata a un peschereccio con due corpi in legno con la prua rivolta verso il Corno Stella, mentre il nucleo della vecchia costruzione è stato adibito a rifugio invernale e a museo.
Il rifugio è intitolato a Lorenzo Bozano (1869-1918), alpinista ligure e animatore degli sport alpini nei primi anni del XX secolo, presidente della sezione di Genova (dal 1904 al 1913) nonché socio fondatore del CAAI.

## Caratteristiche e informazioni
Il rifugio si trova nel vallone dell'Argentera, appena sotto la parete sud del corno Stella.
È una costruzione in legno, che ingloba la sezione nord (prefabbricata) del vecchio rifugio. Dispone di acqua calda e fredda all'interno ed offre circa 40 posti letto in camerate con servizi comuni.
È aperto e gestito da metà giugno a metà settembre; può essere aperto su prenotazione negli altri periodi. Il rifugio invernale, dotato di materassi e coperte, è sempre aperto.

## Accessi
Si parte dalla località Gias delle Mosche (1591 m s.l.m.), raggiungibile in auto dalle terme di Valdieri.
Seguendo un sentiero segnalato, si risale il Vallone dell'Argentera per un tratto, poi si svolta a sinistra (destra idrografica) e ci si innalza sul fianco fino a raggiungere il rifugio (2,5 h circa).

## Ascensioni
- Corno Stella - 3050 m s.l.m.
- Monte Argentera - 3297 m s.l.m.
- La Madre di Dio - 2800 m s.l.m.
- Cima Maubert - 2865 m s.l.m.
- Cima del Souffì - 2616 m s.l.m.
- Punta Plent - 2747 m s.l.m.
- Punta Piacenza - 2772 m s.l.m.
- Punta Innominata - 2800 m s.l.m.
- Punta Ghigo - 2800 m s.l.m.
- Cima Purtscheller - 3040 m s.l.m.
- Cima dei camosci - 2860 m s.l.m.
- Cima de Cessole - 2960 m s.l.m.

## Traversate
- Rifugio Remondino (2430 m s.l.m.) in 4 ore.
- Rifugio Morelli in 5 ore